# 유메나 루네
유메나 루네(일본어: 夢奈 瑠音 ゆめな るね[*], 2월 25일 - )는 다카라즈카 가극단 츠키구미 소속 남역 스타이다.
도쿄도 세타가야구, 토호여자중학교 출신이다. 키 168cm, 애칭은 "루네"이다.

## 약력
2008년, 다카라즈카 음악학교에 입학하였다.
2010년, 다카라즈카 가극단 96기생으로 입단. 입단 시 성적은 7등. 츠키구미 공연 『THE SCARLET PIMPERNEL』로 초무대. 그 후, 츠키구미에 배속되었다.
2017년, 타마키 료ㆍ마나키 레이카 톱콤비 대극장 오히로메 공연 「그랜드 호텔」로 신인공연 첫 주연. 신인공연 최종학년이자 마지막 찬스인 입단 7년차에 발탁되었다.

## 출연 이벤트
- 2016년 11월, 나기나 루우미 디너쇼 『Evolution!』
- 2017년 11 - 12월, 우즈키 하야테 뮤직 퍼포먼스 『MOON SKIP』
- 2017년 12월, 다카라즈카 스페셜 2017 『쥬템므・레뷰 -몽・파리 탄생 90주년-』
- 2018년 12월, 다카라즈카 스페셜 2018 『Say! Hey! Show Up!!』

## 광고ㆍCM
- 2019년 7월 - , 에이투케어 주식회사 『A2Care 살균 탈취 스프레이』